# Aibek Mardenov
Aibek Mardenov (ros. Айбек Марденов; ur. 6 sierpnia 1980) – kazachski zapaśnik walczący w stylu klasycznym. Zajął piętnaste miejsce na mistrzostwach świata w 2002. Brązowy medalista Igrzysk Azji Centralnej w 1999. Czwarty w Pucharze Świata w 2005. Trzeci na mistrzostwach Azji juniorów w 1998. Mistrz Azji kadetów w 2010 roku.